# دينغ شوان
دينغ شوان (بالصينية: 鄧旋) هي لاعبة كرة الريشة صينية، ولدت في 20 يناير 1992 في غوانزو في الصين.

## وصلات خارجية
- دينغ شوان على موقع BWF.tournamentsoftware.com (الإنجليزية)
- دينغ شوان على موقع BWFbadminton.com (الإنجليزية)
- دينغ شوان على موقع BWFbadminton.com (الإنجليزية)
- دينغ شوان على موقع أوليمبيديا (الإنجليزية)
- دينغ شوان على موقع اللجنة الأولمبية الصينية (الإنجليزية)